# 화봉초등학교 (경기)
화봉초등학교는 대한민국 경기도 남양주시에 있는 공립 초등학교이다.

## 학교 연혁
- 2010년 3월 1일 : 개교, 박희태 초대 교장 취임
- 2010년 5월 1일 : 개교 기념일로 지정함
- 2014년 3월 1일 : 김동주 2대 교장 취임
- 2017년 3월 1일 : 김종구 3대 교장 취임
- 2019년 9월 1일 : 김종각 4대 교장 취임

## 참고 자료
- 화봉초등학교 - 한국교육학술정보원 학교알리미